# Juan Gómez de Mora
Juan Gómez de Mora (ur. 1586 w Cuence, zm. 1648 w Madrycie) – hiszpański architekt barokowy. Inspirował się włoskim renesansem i dziełami Juana de Herrery. Jest autorem kilku budynków w Madrycie i Salamance, a także wielu istotnych transformacji.
Pochodził z rodziny o tradycjach artystycznych związanej z królewskim dworem. Jego ojciec Juan Gómez był malarzem Filipa II, a jego wuj Francisco de Mora był architektem. Po śmierci wuja w 1610 przejął jego stanowisko architekta Filipa III i kierował przebudową Alkazaru w Madrycie. Był odpowiedzialny za końcową fazę budowy Plaza Mayor.
W latach 1632–1636 był odpowiedzialny za przebudowę pawilonu myśliwskiego Filipa IV, Torre de la Parada.